# How soon is now?
How soon is now? is een single van de Britse alternatieve rockgroep The Smiths. Het nummer werd aanvankelijk uitgebracht als B-kant van de single William, it was really nothing uit 1984 en verscheen later dat jaar op het verzamelalbum Hatful of hollow. Op 28 januari 1985 werd het nummer uitgebracht als aparte single en in februari verscheen het op de Amerikaanse uitgave van het studioalbum Meat is murder. De single bereikte de 24e plaats op de UK Singles Chart; een heruitgave in 1992 klom tot de 16e positie.
How soon is now? wordt vaak beschouwd als het magnum opus van The Smiths, hoewel het nummer vanwege diens dance-invloeden een onrepresentatief unicum is in het oeuvre van de groep. Seymour Stein, hoofd van The Smiths' Amerikaanse platenmaatschappij Sire Records, noemde het nummer "het Stairway to heaven van de jaren tachtig"; Smiths-biograaf Simon Goddard vond eenzelfde vergelijking met Donna Summers I feel love gepaster. How soon is now? werd in 2011 door Rolling Stone verkozen tot 477e beste nummer aller tijden, werd in 2015 door Pitchfork verkozen tot 10e beste nummer van de jaren 80 en werd in 2014 door NME verkozen tot 4e beste nummer aller tijden.

## Achtergrond

### Opname
In de zomer van 1984 poogde gitarist Johnny Marr een nummer te schrijven in de stijl van de swamprock van Creedence Clearwater Revival, met als voornaamste inspiratie een cover van het CCR-nummer Run through the jungle van The Gun Club uit 1982. De eerste demo van het nummer had de toepasselijke naam Swamp. Samen met bassist Andy Rourke, drummer Mike Joyce en producent John Porter dook Marr de studio in voor een instrumentale opnamesessie. Om de juiste sfeer te creëren werden de studiolichten vervangen met rode gloeilampen, complementair aan de grote hoeveelheden cannabis die Porter aan de muzikanten leverde.
How soon is now? wordt gekenmerkt door het hevige tremolo-effect op de gitaar. Marr liet zich hiervoor inspireren door Mona van Bo Diddley, I want more van Can en Disco stomp van Hamilton Bohannon.  De gitaarpartij werd eerst zonder effecten opgenomen. Daarna werd de opname door vier versterkers gestuurd, waarbij Marr en Porter handmatig de tremoloknoppen in- en uitschakelden om een hallucinerend effect te creëren. Tussen de zangpartijen door klinken er verschillende gitaarmelodieën, waarvan een is geleend van het nummer You've gotta believe van hiphoppionier Lovebug Starski, die Marr in 1983 had ontmoet na een optreden in New York.
Op weg naar huis leverde Porter een cassette met de instrumentale mix af bij zanger Morrissey, die de volgende dag zijn zangpartij opnam. The Smiths en Porter waren erg enthousiast over het eindproduct, maar platenbaas Geoff Travis van Rough Trade Records was niet onder de indruk en het nummer werd weggemoffeld als B-kant van de single William, it was really nothing. Vijf maanden later dwong Rough Trade toch aan op een aparte single, omdat een Nederlandse single met How soon is now? als A-kant voor torenhoge prijzen werd verkocht. Op de 7"-versie werd de speelduur van 6:43 ingekort naar onder de vier minuten.
De Britse single bereikte slechts een teleurstellende 24e positie op de Britse hitlijst. Het nummer verscheen in 1984 op het verzamelalbum Hatful of hollow en werd toegevoegd aan de Amerikaanse uitgave van The Smiths' tweede studioalbum, Meat is murder. Het nummer is maar zelden live gespeeld tijdens concerten, omdat het moeizaam was om het gitaargeluid na te bootsen. Bassist Andy Rourke noemde het nummer de plaag van hun livecarrière. Dankzij nieuwe geluidstechnieken kon How soon is now? later worden opgenomen in de solorepertoires van zowel Morrissey als Marr.

### Tekst
De titel van het nummer is overgenomen van de feministische filmstudie Popcorn venus (How soon is "now"?) van Marjorie Rosen. De tekst werd geschreven door Morrissey en beschrijft het gevoel van sociale isolatie waar verlegen mensen mee te kampen hebben. Het nummer bestaat uit slechts één couplet, dat twee keer wordt gezongen. De refreinen bestaan uit drie verschillende teksten.
De tekst in het couplet is een variatie op een zinsnede uit hoofdstuk twaalf van George Eliots Middlemarch ("To be born the son of a Middlemarch manufacturer, an inevitable heir to nothing in particular"). In het eerste refrein zingt Morrissey over de noodzaak om geliefd te worden, in het tweede refrein beschrijft hij een hopeloos mislukte poging om een geliefde te ontmoeten in een nachtclub en in het derde refrein verzucht hij dat hij geen hoop meer heeft.

### Videoclip
Sire Records maakte een ongeautoriseerde videoclip van How soon is now?, die de verkorte versie van het nummer bevat. De clip toont beelden van de band die het nummer live speelt, afgewisseld met beelden van een stad en een dansend meisje. Hoewel de band zelf zwaar ontevreden was over de clip, wordt hij vaak gezien als de reden dat How soon is now? een van de bekendste nummers van The Smiths werd in de Verenigde Staten.

## Nummers
Alle muziek en teksten zijn geschreven door Morrissey en Johnny Marr. 
| Nr. | Titel            | Duur |
| --- | ---------------- | ---- |
| 1.  | How soon is now? | 3:41 |
| 2.  | Well I wonder    | 4:00 |

| Nr. | Titel            | Duur |
| --- | ---------------- | ---- |
| 1.  | How soon is now? | 6:43 |
| 2.  | Well I wonder    | 4:00 |
| 3.  | Oscillate wildly | 3:26 |

| Nr. | Titel                                 | Duur |
| --- | ------------------------------------- | ---- |
| 1.  | How soon is now? (7" edit)            | 3:41 |
| 2.  | The queen is dead                     | 6:25 |
| 3.  | Handsome devil (BBC radiosessie)      | 2:50 |
| 4.  | I started something I couldn't finish | 3:48 |

| Nr. | Titel                  | Duur |
| --- | ---------------------- | ---- |
| 1.  | I know it's over       | 5:49 |
| 2.  | Suffer little children | 5:29 |
| 3.  | Back to the old house  | 3:04 |
| 4.  | How soon is now?       | 6:46 |

## Covers en samples
How soon is now? is meerdere malen gecoverd en sample door verschillende artiesten.
- Een van de bekendste covers is die van de band Love Spit Love. Hun versie van het nummer werd als titelsong gebruikt voor de film The Craft en de televisieserie Charmed. Deze versie van het nummer staat op Charmed: The Soundtrack.
- Het Russische duo t.A.T.u. gebruikte het nummer in 2003 als dubbele A-kant met Ne ver, ne boisia, de inzending voor het Eurovisiesongfestival van dat jaar. Het bereikte - in tegenstelling tot The Smiths - een tipnotering.
- De Britse metalgroep Paradise Lost bracht het nummer uit als extra op de limited edition van hun EP Say just words.
- De Britse popgroep Soho samplede het nummer voor de top 10-hit Hippy Chick.
- Een cover van de Amerikaanse industrial rockgroep Snake River Conspiracy werd door Morrissey "beter dan het origineel" genoemd, maar hij gaf na de bezichtiging van een liveconcert aan hier niet meer zeker van te zijn.[4]
- Het nummer staat op het album Under The Covers, Vol.3 van Susanna Hoffs en Matthew Sweet.

## NPO Radio 2 Top 2000
| Nummer met noteringen in de NPO Radio 2 Top 2000 | '15  | '16  | '17  | '18 | '19  | '20  | '21  | '22  | '23  | '24  |
| ------------------------------------------------ | ---- | ---- | ---- | --- | ---- | ---- | ---- | ---- | ---- | ---- |
| How Soon Is Now?                                 | 1221 | 1515 | 1692 | -   | 1850 | 1756 | 1839 | 1566 | 1449 | 1181 |

1. ↑  Een '-' betekent dat het nummer niet was genoteerd en een vetgedrukt getal geeft de hoogste notering aan.
2. ↑  2015 was het eerste jaar met een notering voor dit nummer.